# Rajmund Nonnat
Święty Rajmund Nonnat (ur. 1204 r. w Portello w Hiszpanii, zm. 26 sierpnia 1240 r. w Cardonie w Hiszpanii) – święty Kościoła katolickiego.

## Życiorys
Życie i działalność Rajmunda znane są niemal wyłącznie z późniejszych, często sprzecznych ze sobą przekazów hagiograficznych, których wartość historyczna jest dyskusyjna. Według większości z nich urodził się w Portello w Katalonii w styczniu lub lutym 1204 roku. Przyszedł na świat przez cesarskie cięcie, kiedy jego matka zmarła w czasie porodu – stąd właśnie pochodziło jego nazwisko (łac. nonnatus – nienarodzony). W wieku około 20 lat wstąpił do zakonu mercedariuszy, który zajmował się wykupem chrześcijan z rąk Maurów. W 1224 roku przyjął święcenia kapłańskie i został mistrzem swojego zakonu. Odbył cztery podróże do Afryki Północnej, by realizować swoje dzieło (1226, 1229, 1232, 1236). Podczas ostatniej z nich zabrakło mu pieniędzy na wykup wszystkich niewolników. Oddał się więc w niewolę, aby uwolnić jeszcze jednego niewolnika.
Przez około 3 lata był w niewoli u Maurów. Przebito mu wargi, by nie mógł głosić Ewangelii współwięźniom. W końcu zebrano za niego okup i w 1239 roku wrócił do rodzinnej Hiszpanii, gdzie zmarł w następnym roku w ostatnią niedzielę sierpnia (26 sierpnia 1240).
Przypisuje mu się liczne cuda, zarówno za życia, jak i po śmierci.

### Domniemana promocja kardynalska
W historiografii i hagiografii od XVI wieku podaje się, że krótko przed śmiercią Rajmund został wezwany do Rzymu przez papieża Grzegorza IX, który mianował go kardynałem-diakonem San Eustachio, jednak nie dotarł do Wiecznego Miasta, umierając w podróży. Włoski historyk Agostino Paravicini Bagliani wykazał jednak, że teza ta oparta jest na błędnym odczytaniu kilku współczesnych dokumentów, które w rzeczywistości odnoszą się do Roberta Somercote, kardynała S. Eustachio 1238-41.

## Kanonizacja
Rajmund Nonnat został ogłoszony świętym w 1657 roku przez papieża Aleksandra VII.

## Święto i kult
W roku 1969 kult świętego został zredukowany do statusu lokalnego. Jego święto obchodzi się 31 sierpnia.

## Patronaty
Jest on patronem położnych, kobiet w ciąży i dzieci. Modli się do niego również przed narodzinami dziecka.